# Largo de Dona Estefânia
Der Largo de Dona Estefânia ist ein Platz in der nördlichen Innenstadt der portugiesischen Hauptstadt Lissabon. Er wurde 1877 als Erweiterung der ihn in Süd-Nord-Richtung durchquerenden Rua de Dona Estefânia angelegt. Abführende Straßen sind die Rua Pascoal de Melo, die Avenida Casal Ribeiro sowie die Rua Almirante Barroso.
Benannt ist der Platz seit 19. April 1893, so wie die querende Straße und das nahegelegene Hospital de Dona Estefânia, nach Stephanie von Hohenzollern (1837–1859), seit ihrer Heirat 1858 mit Pedro V. Königin von Portugal.
1950 wurde in das Zentrum des Platzes eine Statue des Bildhauers Joaquim Machado de Castro versetzt. Sie stammt aus dem Jahr 1771 und zeigt den römischen Meeresgott Neptun.